# Klintaberg

Skansen Klintaberg är en befästning i Krokoms kommun i Jämtland som byggdes under åren 1943-1944 för att stärka den svenska gränsen mot väst och anläggningen ingick i ett system som en av flera militära befästningsanläggningar. Anläggningen består av två stora bergrum och ett 20-tal mindre skyddsrum samt skyttevärn och förbindelsegångar.
Klintaberg ligger längs med nuvarande länsväg 340, mellan Hotagen och Valsjöbyn, på ett brant berg som stupar ned i Valsjön. Skansen började byggas 12 maj 1943 och stod klar 1 juni 1944. Anläggningen kom att användas av den Svenska försvarsmakten ända fram till 1980-talet som en del av Sveriges fasta försvarsverk.